# 森伯里鎮區 (伊利諾伊州利文斯頓縣)
森伯里鎮區（英語：Sunbury Township）是位於美國伊利諾伊州利文斯頓縣的一個行政鎮區。

## 地方資料
根據2010年美國人口普查的數據，森伯里鎮區的面積為95.00平方千米，當中陸地面積為95.00平方千米，而水域面積為0.00平方千米。當地共有人口219人，而人口密度為每平方千米2.31人。